# Eupelmus vermai
Eupelmus vermai är en stekelart som först beskrevs av Bhatnagar 1952.  Eupelmus vermai ingår i släktet Eupelmus och familjen hoppglanssteklar. Inga underarter finns listade i Catalogue of Life.